# 長門探題
長門探題（ながとたんだい）は、一般には1276年（建治2年）に鎌倉幕府が元寇に対処するため、長門国に設置した最前線防衛機関の呼称として知られる。長門守護の権能を受け継ぎ拡大したものと考えられるが、詳細は不明。初代に相当するとされる北条宗頼以後、北条氏一門が任命された。史料上では、北条時直に対してのみ「長門周防探題」の称が確認されている（『忽那文書』元弘三年三月二十八日「忽那重清軍忠状」）。

## 沿革
1274年（文永11年）10月、元軍が九州北部方面に侵入したこと（文永の役）を契機として、鎌倉幕府は1276年に最前線防衛の強化を企図して執権北条時宗の弟である北条宗頼を長門守護に任命し（凝然自筆『梵網戒本疏日珠鈔』巻第八紙背文書建治元年「守護交代注文」）、長門へ派遣した。これが長門探題の始まりと考えられている。蒙古襲来という非常事態に対処するため、宗頼には他の守護よりも強大な権能を与えられていたとされるが（『日名子文書』建治二年三月八日「北条宗頼書状」）、その権能の詳細は明らかでない。
宗頼の死後、子の兼時が1280年（弘安3年）に長門守護を継ぐ。長門には長門警固番役が設置され、1281年（弘安4年）の元寇（弘安の役）に際し、元軍が襲来したとの伝承が残るが、確認できる時期は比較的新しい（『風土注進案』先大津宰判神田上村）。長門への襲来は、史料の不足などにより詳細は不明。
1289年（正応2年）ころより北条実政が長門・周防両国守護に補任された。長門守護職は周防守護職も兼ねることが多く、長門周防探題の呼称はそのためであろう。これ以降、長門・周防両国守護は同一人の兼任となった。また後世には、長門探題の権能が拡大されて山陽道・山陰道全域の検断を管轄していた時期もあったため、中国探題と呼称されることもある。
1296年（永仁4年）の実政の鎮西探題就任後、長門・周防両国守護には北条時仲が補任され、さらに祖父の北条時村に代わった。1305年（嘉元3年）の嘉元の乱で時村が討たれた後、孫の煕時が補任された。その後、弟の時仲が再任されたが、時村・煕時・時仲はいずれも現地には下向していない。1323年（元亨3年）には北条時直が補任されたが、1333年（元弘3年）には全国的に鎌倉幕府への反旗が上がり（元弘の乱）、九州では幕府の重要機関である鎮西探題が激しい攻撃を受けた。そのため、時直は鎮西探題の救援に向かったが、たどり着く前に鎮西探題は滅亡してしまい、時直は豊前国柳ヶ浦で降伏することとなり、鎌倉幕府における長門探題の歴史は終焉を迎えた。
その後の室町幕府では、将軍足利尊氏の庶子である足利直冬が一時、長門探題に任命された。

## 名称と実体
史料上「長門探題」は北条時直が知られるのみであるが、北条宗頼以後の北条一門がつとめる長門守護は、他の守護よりも強い権能を持っていたことが散見され、後世における「長門探題」の名称はそれによると考えられている。ただし、その実体はつまびらかではない。
これに対して実体が不明なのではなく、「長門探題」の存在そのものを否定する説もある。この説によれば、『忽那文書』「忽那重清軍忠状」以外に「長門探題」と記された文書が今日まで見いだせないのが不自然であること、また「長門探題」という職制が実在したとすれば六波羅探題や鎮西探題と同様に幕府の命令を直接受ける立場にあったことになるが、現存する行政文書から得られる情報では幕府から長門国守護に対する命令は元寇以降も六波羅探題経由にて行われており、またそれ以外の分野においても長門国守護は六波羅探題の指揮・命令を受ける立場にあり、その命令下の範疇を越えるような職権を行った証拠は発見されていないと指摘されている。そして、元寇以降、北条氏の一門の有力者が長門・周防の守護を兼ねる状態が続いていたが、彼らの出自ゆえに「長門探題」という俗称が用いられていた可能性はあるものの、当時の鎌倉幕府に「長門探題」と称される役職・組織は存在しておらず、「防長守護」と呼ぶべき存在であったとしている（佐藤秀成「防長守護小考」）。

## 設置位置
1276年に北条宗頼が長門守護職に補任されて、長門探題が実質的に創始される以前は、二階堂氏が長門守護職にあった。しかし二階堂氏は鎌倉に常駐していたため、現地代理人として三井氏が長門守護代を務めていた。三井氏の屋敷跡と考えられているのが、下関市安岡富任にある「三太屋敷跡」遺跡である。
通常、鎌倉期の守護は鎌倉に在住したままで、現地へ赴任する例は多くなかったが、長門守護に任命された北条宗頼は、対元防衛の最前線司令官として実際に長門へ赴任する必要があった。現在、北条宗頼が駐在した守護所として、もっとも有力視されるのは、長門国衙が存在していた長府（現下関市長府）である（中世諸国一宮制研究会『中世諸国一宮制の基礎的研究』）。
また、後に三井氏は豊浦郡室津（現・下関市豊浦町室津）へ転居していることから、地元安岡地域では三井氏は富任の屋敷を北条宗頼の居所、すなわち長門探題の拠点として北条宗頼へ譲ったとする説（安岡郷土史同好会編『下関市安岡　歴史探訪と観光案内図』）もある。